# 二ノ瀬仁奈
二ノ瀬 仁奈（にのせ にな、11月16日 - ）は、日本のソロシンガー。京都府出身。Sugarpills、MILLION$PARADEの元メンバー。現在、孤独RTA のメンバーとしても活動中。

## 人物
- 芸名の由来は大好きな女の子、一ノ瀬志希（二ノ瀬）、市原仁奈（仁奈）から。また叡山電鉄 二ノ瀬駅の言葉の響きが好きなことも理由である[1]。
- 好きなものは歌、鉄道、飛行機、写真(Nikon Z6)、旅行、公衆電話、信号機、エレベーター、ラーメン、銭湯、レトロ建築、音ゲー、競馬[2]。
- 日本舞踊、バイオリンの経験がある[3]。
- イメージカラーはオレンジ色。

## 来歴
- 2020年12月24日、自分が本当にやりたいことが何か考えたときにステージに立ちたいと思い、Sugarpillsの追加メンバーとしてデビューした[4][5]。
- 2021年7月10日、所属していたSugarpillsが活動休止[6]。
- 2021年11月16日、ソロとしてデビュー[7]。（プレデビューは2021年10月24日[8]）
- 2022年2月10日、MILLION$PARADE[9]のメンバーとなり2022年4月3日にデビュー[10]（プレデビューは2022年2月19日[11]）、関西を中心にソロ、グループの両方でライブ活動を開始した。
- 2022年11月1日、2022年11月26日のLIVEをもって、MILLION$PARADE 及び ソロ活動 NINOSE NINA から卒業することが発表された[12][13]。
- 2022年11月26日、LAST LIVEをもってMILLION$PARADEから卒業した。また同時に所属事務所のSCRUM ENTERTAINMENTを退所した。
- 2022年11月28日、本人のTwitterにて、2022年12月1日よりフリー（無所属）のソロアーティストとして活動再開することが発表された[14]。
- 2022年12月1日、柊ゆう無銭定期公演〜うちゃんのお誕生日後夜祭！ワンマンお疲れ様SP〜よりフリーのソロアーティストとして活動を再開した。[15][16]。
- 2023年5月6日、MY FAIR GIRL の5月定期ライブ[17]において、キショイーズとして出演することが発表され[18]、2023年5月9日にライブを行った。5月定期ライブ限定ユニットのはずであったが、その後も引き続きライブ活動を行うことになった[19][20]。
- 2023年5月8日、monologue Re:bellion 第2章のサポートメンバーとしての加入が発表され[21]、2023年5月19日のライブより活動を開始した[22][23]。
- 2023年6月6日、monologue Re:bellion 改め 孤独RTA のメンバーとして2023年7月8日より活動することが発表された[24]。（プレデビューは2023年7月1日[25]）
- 2023年7月8日、孤独RTA のメンバーとしてアメリカ村 DROPにてDebut mini ONEMANLIVEを開催し、本格的に活動を開始。[26][27][28]。
- 2023年11月4日、初の主催ライブ『IDOL utopia～あいぴあKYOTO～』を京都ARCDEUXにて開催した[29][30]。
- 2023年11月4日、初の単独生誕ライブ『二ノ瀬仁奈 生誕祭2023 ～Welcome to the Forest～』を京都ARCDEUXにて開催した[31][32][33]。
- 2023年11月16日、誕生日当日に『二ノ瀬仁奈 バースデーパーティー～Return to the Forest～』をFairy-Tales Osakaにて開催した[34][35]。
- 2024年3月20日、大阪RUIDOで開催されたIDIL×crossにてMILLION＄PARADE所属時の楽曲「Given」と「レイス」を披露した[36]。
- 2024年4月13日、SOUND NOTE OSKAで開催された柊ゆう定期公演にてMILLION＄PARADE所属時の楽曲「ミリオンパレード」を披露した[37]。
- 2024年5月19日、柊ゆうと2人で梅田EST PSYNYXX by THICC大阪店 の一日店長イベントに参加した[38][39]。一日店長は今回が初となる[40]。
- 2024年5月27日、堀江GOLDEEで開催されたなかよしつーまん3にてMILLION＄PARADE所属時の楽曲「弱虫Believer 」を披露した[41]。

- 2024年11月16日、主催ライブ『二ノ瀬仁奈 生誕祭 2024 下車前途無効 ゆき』、『二ノ瀬仁奈 生誕祭 2024 下車前途無効 かえり』および生誕祭である『NINOSE NINA Birthday2024 -twilight-』を京都ARCDEUXにて開催した[42][43][44]。

## 作品

### CD
1st Single CDR
　Nina（2022年6月26日）
1. Nina（2021年11月14日初披露）
　　　　　　作詞：二ノ瀬仁奈
2. BONUS TRACK（ライブ登場SE）
3. BRAVER（2021年11月16日初披露）
　　　　　　作詞：二ノ瀬仁奈

### CD未収録曲
- ナニモノガタリ（ソロデビュー曲 2021年10月24日）[46]

　　　　　　作詞：二ノ瀬仁奈　作曲＆編曲：びわ湖くん
- Overture（ライブ登場SE）（2023年8月10日）

　　　　　　作編曲：arête
- Luminous（2023年8月10日）[47][48]

　　　　　　作詞&振付：二ノ瀬仁奈　作曲、編曲：arête　
- キミフライト（2023年11月4日）[49]

　　　　　　作詞&振付：二ノ瀬仁奈　　
- Do you love me ?（2023年11月4日）[50]

　　　　　　作詞&振付：二ノ瀬仁奈　作曲、編曲：arête　
- Given（2024年3月20日）[51]

　　　　　　作詞：ふじもん　作曲：くろ
- レイス（2024年3月20日）[52]

　　　　　　作詞：よしだ　作曲、編曲：yuma
- ミリオンパレード（2024年4月13日）[53]

　　　　　　作詞：ふじもん　作曲：桃餅ルナ
- 弱虫Believer（2024年5月27日）[54]

　　　　　　作詞：よしだ

### MV
『ナニモノガタリ』（2022年2月1日）
　『Nina』（2023年3月10日）

### 作詞
NINOSE NINA
- ナニモノガタリ（2021年10月24日）[57]
- Nina（2021年11月14日）[58]
- BRAVER（2021年11月16日）[59]
- Luminous（2023年8月10日）[60]
- キミフライト（2023年11月4日）[61]
- Do you love me ?（2023年11月4日）[62]

孤独RTA
- to Loneliness（2023年7月8日）[63][64][65]
- NEW RECORD*（2025年5月17日）[66]